# Saxa di 162173 Ryugu
Segue una lista dei saxa presenti sulla superficie di 162173 Ryugu. La nomenclatura di 162173 Ryugu è regolata dall'Unione Astronomica Internazionale; la lista contiene solo formazioni esogeologiche ufficialmente riconosciute da tale istituzione.
I saxa di Ryugu portano i nomi di luoghi e personaggi legati a fiabe e racconti per bambini.
Sono tutti stati identificati durante il sorvolo ravvicinato della sonda Hayabusa 2, l'unica ad avere finora raggiunto Ryugu.

## Prospetto
| Saxum         | Eponimo | Latitudine | Longitudine | Diametro |
| ------------- | --- | ---------- | ----------- | -------- |
| Catafo Saxum  | Catafo - Ragazzo, personaggio del folklore dei Cajun, che usò della farina di mais per tenere traccia del percorso nel bosco. | 5,5° S     | 0° E        | 0,05 km  |
| Ejima Saxum   | Ejima - Spiaggia da cui Urashima Taro partì per raggiungere il regno sottomarino.                                             | 32° S      | 101,1° E    | 0,07 km  |
| Otohime Saxum | Otohime Sama - La principessa del regno sottomarino visitato da Urashima Taro.                                                | 69,8° S    | 274,4° E    | 0,16 km  |